# Digitalna knjižnica Univerze v Ljubljani
Digitalna knjižnica Univerze v Ljubljani (kratica DiKUL) zagotavlja dostop do elektronskih informacijskih virov na enem mestu. To omogoča Portal DiKUL. Poleg kataloga informacijskih virov UL, Kataloga e-revij UL ter zbirke Del UL sta temeljni značilnosti portala hkratno iskanje po informacijskih virih ter uporaba tehnologije openURL za dostop do primarnih dokumentov. Portal je namenjen študentom in zaposlenim na Univerzi v Ljubljani, uporabljajo ga lahko tudi z oddaljenim dostopom.

## Notranje povezave
- Svetovna digitalna knjižnica
- Digitalna knjižnica Slovenije (kratica DLib.si)
- Europeana